# Ганнівка (Корецька міська громада)
Га́ннівка — село у складі Корецької міської громади Рівненського району Рівненської області; населення — 321 особа; перша згадка — 1629 рік. Раніше було у складі Річецької сільської ради. В селі діє фельдшерсько-акушерський пункт. 
Поблизу села в полі знаходиться 12 курганів.

## Історія
У 1906 році село Корецької волості Новоград-Волинського повіту Волинської губернії. Відстань від повітового міста 30 верст. Дворів 31, мешканців 244.